# بورونگ
بورونگ (به لهستانی:  Boruń) یک روستا در لهستان است که در گمینا شننگتسا روژانا واقع شده‌است.